# Рейн Георгій Єрмолайович
Георгій Єрмолайович Рейн (20 квітня 1854, Санкт-Петербург, Російська імперія — 13 грудня 1942, Ніцца, Франція) — російський лікар, акушер-гінеколог, хірург, академік, заслужений професор Військово-медичної академії, почесний лейб-хірург Імператорського двору, Дійсний таємний радник (1917). Вважається першим міністром охорони здоров'я Росії.

## Біографія
Народився 20 квітня 1854 року в Санкт-Петербурзі в сім'ї військового — унтер-офіцера, за іншою інформацією, також військового медика, швидше за все, німецького походження, Германа (Єрмолая) Рейна.
Навчався у Ларинській гімназії, яку закінчив у 1869 році. У тому ж році вступив до Медико-хірєєургічної академії, яку закінчив у 1874 році з золотою медаллю. За відмінне навчання був нагороджений премією, похвальним листом та внесений до почесного списку академії. Його керівником був відомий акушер-гінеколог Едуард-Антон Якович Крассовський, під чиїм керівництвом він захистив докторську дисертацію на тему видалення фібром матки.
Після завершення навчання у 1876 році Рейн став військовим хірургом у русско-турецькій війні 1877—1878 років, де отримав бойові нагороди за переправу через Дунай. Після повернення до Петербурга працював у Медико-хірургічній академії, а в 1880 році став приват-доцентом. У 1883 році переїхав до Києва, де став професором Київського університету Святого Володимира та очолив кафедру акушерства та гінекології. У 1887 році заснував Київське акушерсько-гінекологічне товариство, що сприяло розвитку медичної науки в Україні.
З 1900 року працював у Військово-медичній академії у Санкт-Петербурзі, де очолював Кафедру акушерства та гінекології. Під його керівництвом була створена нова університетська клініка, в якій активно застосовувалися антисептичні та асептичні методи лікування.
У 1908 році був призначений головою Медичної ради Міністерства внутрішніх справ, що зробило його першим фактичним міністром охорони здоров'я Росії. Він активно реформував систему охорони здоров'я та сприяв покращенню умов пологів та хірургічної практики.
У 1917 році після Лютневої революції був заарештований, але швидко звільнений. Учасник Білого Руху.
Після громадянської війни емігрував до Болгарії, де став професором Софійського університету. У 1926 році видав посібник «Оперативне акушерство» болгарською мовою.
Наприкінці 1920-х років переїхав до Франції, оселившись у Ніцці. Помер 13 грудня 1942 року та був похований на російському православному кладовищі Кокад (Caucade).

## Науковий внесок
1. Впровадження та розвиток антисептики та асептики в акушерстві.
2. Запровадження першої форми індивідуальної карти вагітної та породіллі.
3. Покращення техніки операції кесаревого розтину.
4. Дослідження анатомії та патології жіночої репродуктивної системи.
5. Численні реформи в сфері медицини Російської імперії та запровадження цих пунктів.

## Основні праці
- «До питання про видалення фібром матки» (Санкт-Петербург, 1876)
- «Велика реформа в сучасному акушерстві та хірургії» (Київ, 1886)
- «Перше п'ятиріччя Акушерської поліклініки при Університеті Святого Володимира» (Київ, 1891)
- «Про російське народне акушерство» (Санкт-Петербург, 1889)
- «Огляд 310 чревосічень» (Київ, 1892)
- «Родовспоможення в Росії» (Санкт-Петербург, 1906)
- «Доповідь з боротьби з холерою головного уповноваженого Російського Червоного хреста» (Санкт-Петербург, 1911)
- «Оперативне акушерство» (Софія, 1926)
- «З пережитого: 1907—1918» (Берлін, 1935)
- «Оперативне акушерство» (Софія, 1926)
- «До питання про видалення фібром матки» (Санкт-Петербург, 1876)
- «Велика реформа в сучасному акушерстві та хірургії» (Київ, 1886)
- «Родовспоможення в Росії» (Санкт-Петербург, 1906)